# Castillo de Auckland

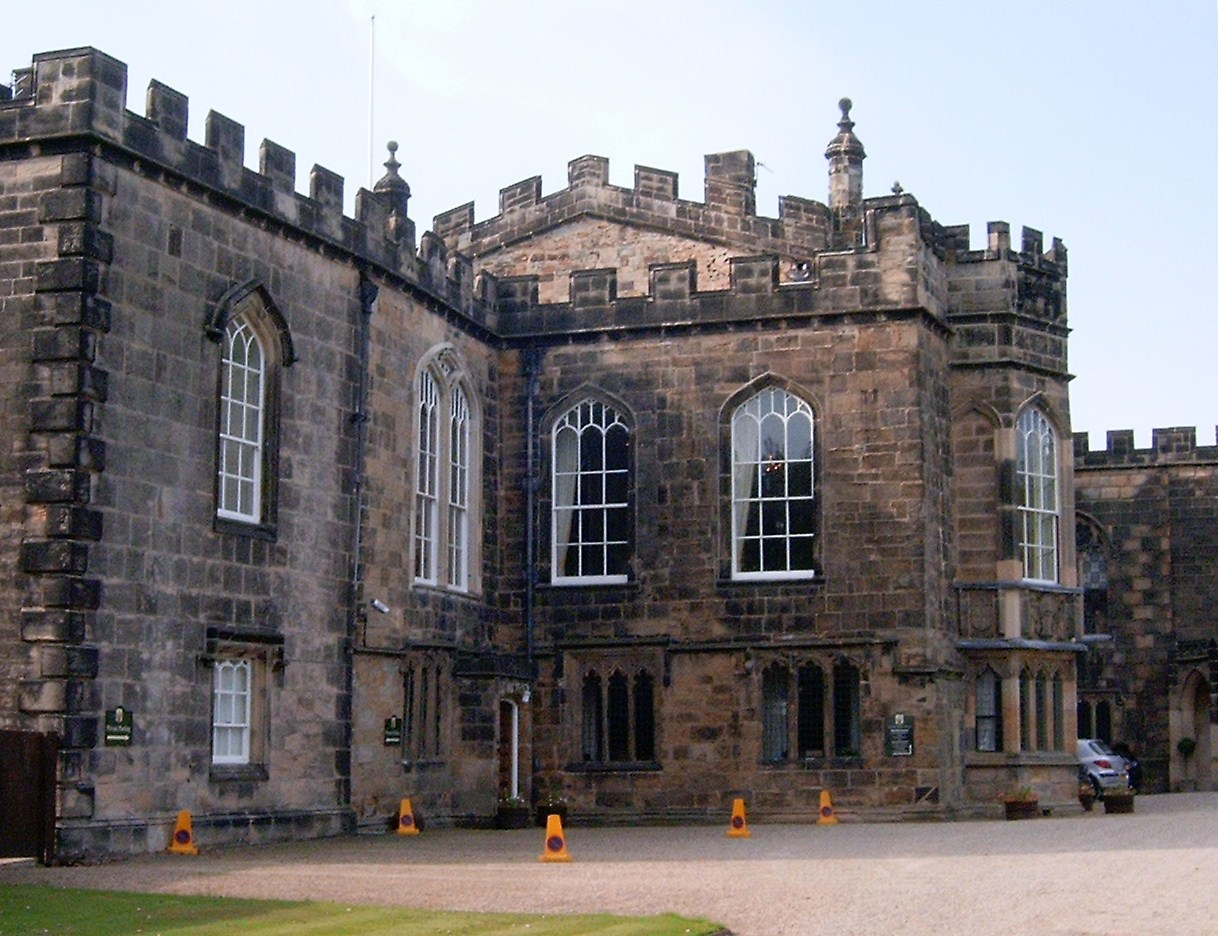
Palacio episcopal de Auckland Castle

El castillo de Auckland es un palacio episcopal ubicado en Bishop Auckland, condado de Durham, Inglaterra.
Fue propiedad de la diócesis de Durham durante más de 800 años por los príncipe-obispos y la residencia oficial del obispo de Durham desde 1832 hasta julio de 2012. Está rodeado por un parque de 3.2 km² que antiguamente era utilizado por los obispos para actividades cinegéticas y actualmente está abierto al público.
En el interior del edificio pueden contemplarse, entre otras obras de arte, la serie de pinturas Las doce tribus de Israel y Jacob y sus hijos, del pintor español Francisco de Zurbarán (1598-1664), lienzos que se encuentran desde hace más de 250 años en el comedor principal, sala que fue diseñada específicamente para colocarlos. Zurbarán y su taller pintaron la serie en torno a 1640 con destino a América. Según algunas hipótesis, los barcos españoles que transportaban los cuadros fueron atacados por navíos ingleses que obtuvieron de esta forma las pinturas. El Príncipe-Obispo Trevor las compró en 1756 a un rico comerciante judío llamado James Méndez. En el periodo 2001-11 se debatió la venta de este grupo de cuadros, pero una donación de 15 millones de libras por parte de un empresario y filántropo aseguró su continuidad en el castillo.

## Historia
Alrededor de 1183, el obispo Hugh Pudsey fundó una casa solariega en este sitio. El obispo de Durham, Anthony Beck, que trasladó su residencia desde el castillo de Durham a Auckland, convirtió más tarde la mansión en castillo.